# 恋するパリジェンヌ
『恋するパリジェンヌ』（The Art of Love）は、1965年のアメリカ合衆国の映画。監督はノーマン・ジュイソン。出演はジェームズ・ガーナーやディック・ヴァン・ダイクなど。

## キャスト
※括弧内は日本語吹替（テレビ版）
- ケイシー：ジェームズ・ガーナー（寺島幹夫）
- ポール：ディック・ヴァン・ダイク（広川太一郎）
- ニッキ：エルケ・ソマー（池田昌子）
- ローリー：アンジー・ディキンソン（松尾佳子）
- マダム・ココ：エセル・マーマン（高橋和枝）
- ロダン：カール・ライナー（今西正男）
- カルノー：ピエール・オラフ（八代駿）
- シュシュ：高美以子
- ゾルガス：ロジャー・C・カーメル
  - 吹替その他：村松康雄

## スタッフ
- 監督：ノーマン・ジュイソン
- 製作：ロス・ハンター
- 原作：リチャード・アラン・シモンズ、ウィリアム・サックハイム
- 脚本：カール・ライナー
- 撮影：ラッセル・メティ
- 編集：ミルトン・キャルース
- 音楽：サイ・コールマン